# Рут де Франс феминин 2018
Рут де Франс феминин 2018 — не состоявшаяся шоссейная многодневная велогонка по территории Франции. Гонка должна была с 5 по 10 июня 2018 года в рамках Женского мирового шоссейного календаря UCI 2018 (категория 2.2).

## Обзор
После отмены в 2017 году по одним данным из-за конфликта с UCI., а по другим из-за совпадения с датами проведения чемпионата Европы было решено изменить сроки проведения гонки. В место привычного августа гонка должна была пройти с 5 по 10 июня 2018 года. Она была включена в Женский мировой шоссейный календарь UCI 2018 (категория 2.2).
В конце марта был представлен маршрут который состоял из 6 этапов один из которых был в формате индивидуальной гонки. А у организаторов гонки было устное соглашение с департаментами где должны были пройти этапы.
Однако в конце апреля департамент Ньевр где должны были пройти два этапа, финишировать 3-й и стартовать 4-й, отказался от участия в организации гонки. Не имея альтернативного решения, главный организатор гонки Эрве Жерарден были вынуждены отменить гонку.

## Маршрут
| Этап | Дата   | Маршрут                         | type                    | Длина (км) | Победитель | Лидер генеральной классификации |
| ---- | ------ | ------------------------------- | ----------------------- | ---------- | ---------- | ------------------------------- |
| 1    | 5 июн  | Ангьен-ле-Бэн – Персан          | равнинный               |            |            |                                 |
| 2    | 6 июн  | Шалет-сюр-Луэн – Шалет-сюр-Луэн | индивидуальная разделка |            |            |                                 |
| 3    | 7 июн  | Сен-Совёр-ан-Пюизе – Пуг-лез-О  | холмистый               |            |            |                                 |
| 4    | 8 июн  | Фуршамбо – Сент-Аман-Монтрон    | холмистый               |            |            |                                 |
| 5    | 9 июн  | Сен-Жермен-дю-Пюи – Гузон       | среднегорный            |            |            |                                 |
| 6    | 10 июн | Иссуар – Ланжеак                | холмистый               |            |            |                                 |